# Albert Wangerin
Friedrich Heinrich Albert Wangerin (Gryfice, 18 de novembro de 1844 — 25 de outubro de 1933) foi um matemático alemão.

## Vida
Wangerin nasceu em 18 de novembro de 1844 em Greifenberg, Pomerânia, Prússia, atual Gryfice, Polônia.
Em 1862 matriculou-se na Universidade de Halle-Wittenberg, onde estudou matemática e física. Foi aluno de matemática de Eduard Heine e Carl Neumann. Em 1864 foi estudar na Universidade de Königsberg, onde obteve o doutorado em 16 de março de 1866, orientado por Franz Ernst Neumann, com a tese De annulis Newtonianis.